# Paul Mouësan de la Villirouët
Paul Marie Joseph Mouësan, comte de la Villirouët, né le 27 janvier 1829 et mort le 15 juillet 1919 est un aristocrate, intellectuel et homme politique breton. Châtelain de Lémo, il occupa les fonctions de maire de la commune d'Augan (Morbihan) entre 1871 et 1900.

## Origines familiales[2],[3]
Originaire de l'Est des Côtes-du-Nord, les Mouësan de la Villirouët (ou de la Villerouët) étaient établis dans les paroisses d'Éréac et de La Bouillie au XIVe siècle. Fils de Charlemagne Mouësan de la Villirouët et d'Agalé Le Doüarain de Lémo, Paul Mouësan est né à Rennes le 27 janvier 1829. Son père, après avoir été professeur d'histoire, puis de langues et de mathématiques au collège des Oratoriens de Juilly, avait exercé les fonctions d'auditeur au Conseil d'État et de contrôleur des Postes avec le grade de colonel à Saint-Brieuc. Fidèle à la maison de Bourbon, Charlemagne Mouësan démissionne à l'avènement du roi Louis-Philippe en 1830. Il choisit de se retirer au château de la Touraille, à Augan dans le Morbihan, pour se consacrer à l'écriture et à l'éducation de ses enfants. Il avait hérité cette propriété de la famille de son épouse, fille unique du comte Jacques Marie Joseph Le Doüarain de Lémo, conseiller général pour le canton de Guer et maire d'Augan de 1818 à 1828. À la mort de ce dernier en 1834, les Mouësan héritent aussi du château de Lémo et reconstituèrent ainsi un domaine forestier et agricole de près de 600 hectares, constitué d'une dizaine de métairies réparties sur les communes d'Augan et de Campénéac. Esprit brillant, en relation avec beaucoup d'intellectuels et d'hommes politiques de son temps, Charlemagne Mouësan se passionnait pour l'étude des nombres, goût qu'il avait transmis à son fils Paul.

## Mariages et descendance
Ancien élève du collège des Eudistes Saint-Sauveur de Redon, Paul de la Villirouët a épousé en premières noces, le 9 octobre 1853, Angèle de Baglion de la Dufferie à Grazay en Mayenne. Veuf une première fois le 15 octobre 1854 des suites d’un accouchement, il se remarie en Touraine, le 12 septembre 1859, avec Anne-Marie de la Rüe du Can. Elle meurt à son tour en couches le 17 juillet 1865, laissant Paul Moüesan veuf pour la seconde fois à l'âge de 36 ans. Partageant sa vie entre ses nombreuses propriétés, de Lamballe, de Rennes, de Grazay et d’Augan, il éduque seul ses trois filles, Angèle, née de son premier mariage, ainsi qu'Anne-Marie et Jeanne, issues du second. Héritier du château de Lémo à la mort de son père, le comte Charlemagne de la Villirouët en 1874, il entreprend de vastes travaux de transformation, conférant au bâtiment son aspect et ses commodités actuels. Paul Moüsan et ses trois filles s'y établissent de manière permanente en 1877, le château étant à ce moment-là encore le siège de la municipalité.

## Engagements politiques et mandats[10]
Fervent catholique, Paul de la Villirouët s'engage comme zouave pontifical le 11 novembre en 1867, quelques jours après la bataille de Mentana. Durant 6 mois, il participa à la défense du Saint-Siège en guerre avec les chemises rouges du général Garibaldi.
Malgré son hostilité aux idées républicaines, Paul de la Villerouët sera nommé maire d'Augan le 14 avril 1871 sous la Troisième République. De son propre aveu, il ne ceindra pas l'écharpe tricolore et ne se prosternera jamais devant la bannière nationale. Il en sera révoqué le 13 février 1880.
Sur fond d'affaires scolaires, concernant notamment la rémunération des vicaires et des religieuses, faisant office d'instituteurs à Augan, sa prise de parole dans un banquet royaliste, organisé à Rennes le 5 février 1880 précédent, offre au préfet du Morbihan l'occasion de le congédier. Prosper de l'Estourbeillon, conseiller général du canton de Guer et maire de Porcaro, lui-même présent à ce rassemblement interdit des partisans du duc de Bordeaux, est démis le même jour, pour les mêmes motifs. Mathurin Hamery, éphémère successeur de Paul de la Villirouët comme maire d'Augan, sera à son tour révoqué en août 1882 pour ses opinions et en particulier sa farouche hostilité aux lois Ferry sur l'école publique.
La loi du 5 avril 1884, rénovant en profondeur la démocratie municipale, donne à Paul Moüesan de la Villirouët l'occasion de se soumettre au suffrage universel et d'être largement élu maire d'Augan. Il choisit Mathurin Hamery comme premier adjoint et sera réélu à trois reprises, en 1888, 1892 et 1896.
Sous la magistrature de Paul Moüsan, est édifiée en 1875 la mairie actuelle d'Augan. La devise de la République n'est pas inscrite au frontispice du bâtiment qui est en revanche orné d'une statue du Christ, sous laquelle il est toujours possible de lire cette phrase renvoyant sans ambiguïté aux idées monarchistes qu'il défendait : « Cœur sacré de Jésus, régnez sur nous ». La mandature de Paul Mouësan est aussi marquée par la construction du bureau de poste, mis en service le 1er mars 1894. Il avait également initié la construction de la gare d'Augan que son successeur, Raoul du Boisbaudry, inaugurera en 1903.
Paul de la Villirouët se retire de la vie politique en 1900 après avoir lutté en vain contre l'expropriation de la commune d’Augan par le ministère de la guerre, qui, en créant le camp militaire de Coëtquidan, avait amputé le territoire communal de plusieurs centaines d'hectares, engloutissant au passage des hameaux et villages, ainsi que l'emblématique château du Bois-du-Loup.

## Œuvres
Bien que référencées au nom de Paul Mouësan de la Villirouët, il est possible que les œuvres ci-dessous, d'une grande érudition et publiées à compte d'auteur sous le timbre de «La Villirouët », aient tout aussi bien pu être écrites par Charlemagne Mouësan de la Villirouët, père du précédent, ou qu'elles aient été écrites à deux mains. «Dans son Manuel bibliographique des sciences physiques ou occultes», paru en 1912, Albert Louis Caillet opte pour le père tout en laissant planer le doute.
Recherches sur les fonctions providentielles des dates et des noms dans les annales de tous les peuples - 1852
Ce texte insolite traite de l'application des principes de la numérologie à la vie des souverains européens et en particulier aux monarques français, dont il cherche à expliquer le sort et à éclairer la postérité. Cet ouvrage prophétique, érigeant les dates en science divinatoire, n'existe qu'en de rares exemplaires. L'exercice se voulait à la fois scientifique et prédictif de l'avenir et porte la marque incontestable d'un esprit brillant. On le retrouve notamment dans la bibliothèque du comte de Chambord, prétendant au Trône de France, que les Mouësan, père et fils, ont soutenu en désespoir de cause.
Parlons hardiment - 1871
La Villirouët a publié en 1871 un essai politique, intitulé Parlons hardiment, dans lequel il développe ses convictions catholiques et royalistes.
Cette ode à la monarchie absolue de droit divin, seul régime capable à ses yeux de garantir le salut du peuple, d'incarner l’État et de protéger la Nation, se livre à une revue politique du XIXe siècle, débutant par un réquisitoire sévère contre la République et l'Empire. L'auteur expose une foi inébranlable en un gouvernement « surnaturel » en même temps qu'il exprime une profonde angoisse face à la progression de l'athéisme et au recul des valeurs politiques de l'Église catholique en France et en Europe. Il dépeint Napoléon Ier en despote irascible, persécuteur du pape et des souverains européens. Louis-Philippe, notamment qualifié d'« usurpateur », est taxé d'avoir porté une « atteinte fatale à la morale en laissant se répandre la corruption ». Il reproche à Napoléon III d'avoir « précipité la France dans un abîme de malheurs et d'infamies » en avivant les velléités guerrières de la Prusse, comparée à une « bête féroce ». L'abomination suprême ayant été atteinte pour Paul Mouësan avec la Commune de Paris.

## Fin de vie et postérité
Retiré au château de Lémo, Paul Mouësan, dernier comte de la Villirouët, y meurt le 15 juillet 1919 à l'âge de 90 ans,.
Ses propriétés d'Augan et de Campénéac passent alors à son gendre Pierre Libault de la Chevasnerie qui avait épousé Anne-Marie de la Villirouët en 1895.

## Armoirie
Blasonnement 

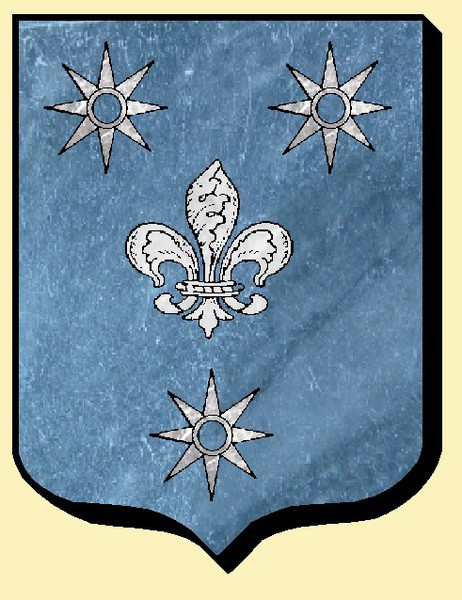
Blason de la famille Mouësan de la Villirouët.

- D'azur à 3 molettes d'argent, une fleur de lis de mesme en abisme

## Sources
- Archives départementales du Morbihan : Généalogie de la famille Mouësan de la Villerouët / Cte de Bellevue - Nantes - Monographie imprimé - 1891 - Cote du document : KB 924 ;
- Courrier des campagnes[39] du 14 mars 1880 - Le Banquet de Rennes - Lettre de P. de la Villirouët, maire d'Augan "RÉVOQUÉ" à M. Le préfet du Morbihan ;
- BnF[40] - Site Gallica[41] ;
- Archives départementales du Morbihan, fond de la presse ancienne et de l'état civil des communes ;
- Archives départementales du Morbihan, Rapports du Préfet du Morbihan et délibérations de Conseil général ;
- François Xavier Fournier de Bellevüe, Une Femme Avocate, épisode de la Révolution à Lamballe et à Paris [3] ; Généalogies des familles de Lambilly[42], Fournier de Bellevüe[7], Le Doüarain[43] de Lémo et Desgrées du Loû[5].